# Józefa Gagatnicka
Józefa Gagatnicka (ur. 31 marca 1861 w Warszawie, zm. 4 października 1938 tamże) – pedagog

## Życiorys
Córka Władysława Herknera (1835–1869) i Eleonory z Cybulskich h. Prawdzic (1837–1925). Ukończyła II gimnazjum żeńskie w Warszawie, następnie kursy nauczycielskie w Genewie. Od 1884 pracowała jako pedagog. Była założycielką i wieloletnią przełożoną 8-klasowego prywatnego Gimnazjum Humanistycznego Żeńskiego p.w. Św. Teresy od Dzieciątka Jezus w Warszawie, znanego szerzej jako Pensja Gagatnickiej. Ogłosiła rozprawę Podstawy psychiczne w wychowaniu moralnym.
Pochowana na cmentarzu Powązkowskim w Warszawie.
Od 19 lutego 1882 była żoną adwokata Władysława Piotra Gagatnickiego.

## Ordery i odznaczenia
- Złoty Krzyż Zasługi (11 listopada 1934)[5]